# Heinrich Boethius
Heinrich Boëthius (auch Boethius; * 1551 in Klein Steimke, Amt Fallersleben; † 5. Mai 1622 in Helmstedt) war ein evangelisch-lutherischer Theologe und Generalsuperintendent der Generaldiözese Calenberg.

## Leben
Boëthius war von 1581 bis 1591 Professor der griechischen, später auch der hebräischen Sprache an der Universität Helmstedt. Ab 1584 hatte er auch eine theologische Professur inne. Von 1589 bis 1593 war er erster Generalsuperintendent des Fürstentums Calenberg mit Amtssitz in Pattensen. Danach kehrte er als Professor der Theologie, Generalsuperintendent von Helmstedt und Pastor an der Kirche St. Stephani nach Helmstedt zurück. Boethius war Verfasser eines Katechismus, der 1592 in Lemgo gedruckt wurde.